# 傅老榕
傅老榕（1894年—1960年），原名傅德用，字廣源，號偉生，廣東省佛山南海縣西樵山碧雲村人。他是港澳地區著名實業家，亦為澳門一代賭王，於何鴻燊承投澳門博彩業專營權之前，專營澳門博彩業達二十多年之久，其家族當時與高可寧家族、何啟東家族和羅文錦家族合稱香港四大家族。

## 生平
傅德用生於廣東省南海縣一戶貧窮人家。8歲時，因家鄉遭逢旱災，其父傅彥芳離鄉遠赴香港謀生，擔任五金工人。傅德用自小對賭博便有興趣，1913年他跟隨父親到香港擔任輪船機械學徒，亦經常流連賭攤、碰碰運氣。慢慢地，賭場的人們都叫他做“老用”，後來他便直接取其諧音為自己改名為傅老榕。
不過，傅老榕其後卻因鬥毆被禁錮於監獄達10個月。刑滿出獄後，他離開香港到廣西省一帶營商，更結交了不少達官貴人。1930年，傅老榕有意承投澳門賭牌，最後更投得賭牌，但當時范潔朋、霍芝庭及李聲炬等人合營之豪興公司財雄勢大，傅老榕只好轉到深圳發展。後來，霍芝庭與傅老榕在深圳合辦了一間賭場，風頭一時無兩。1937年，抗日戰爭全面爆發，傅老榕將深圳的賭場賣掉，帶同大批資金回到澳門，與高可寧聯手成立泰興公司，以每年180萬兩銀錢的賭稅，成功投得了澳門博彩專營權。投得賭牌後，他收購了新馬路的中央酒店並開設賭場，開展了他叱吒澳門賭業二十多年的序幕。
除賭業之外，傅老榕亦有經營其他業務，包括德記船務貿易公司、大來輪船及十六號碼頭 (現為十六浦)，風頭一時無兩。
1946年2月10日晚上，傅老榕遭遇到綁架。當時傅老榕正於普濟禪院內休息，一班歹徒突然闖入，將他綁走。歹徒要求贖款900萬元，經過何賢一輪斡旋之後，綁匪同意降低贖款至50萬元。但是，在交付贖金前夕，傅老榕的兒子傅蔭權查出父親被困之地，隨即報警求助。豈料走漏風聲，警方截至藏參地點時已人去樓空，綁匪更因此舉而大怒，並割下傅老榕的右耳及堅持原定900萬的贖款。不過，其後在粵劇界名人新馬師曾和他的一位朋友協助下，最終令匪徒妥協同意50萬元的贖款，在交付贖金後傅老榕便獲釋了。
在一輪風波後，傅老榕繼續發展他的事業。他於1947年向香港股票經紀協會購入地皮，建成以其父親別號為名的「球義大廈」，又於1952年投得香港島富麗華酒店的地皮，1956年再成功收購了香港太古洋行遠東總行大廈。1960年，傅老榕病逝，享年66歲。

## 家族
傅老榕家族於傅老榕死後逐漸退出澳門，並於香港投資富麗華酒店以及房地產業務。傅老榕的長子傅蔭釗為富麗華酒店創辦人，酒店於1973年落成啟用，並於1985年上市。家族持有資產估計約80億港元。
家族公司廣興置業集團持有物業包括：
- 香港司徒拔道46號眺馬閣（Raceview Mansions）
- 香港金鐘紅棉路8號東昌大廈（Fairmont House）
- 香港黃竹坑黃竹坑道38號 AXA Southside
- 香港九龍城嘉林邊道20號及20A號舊樓，地下至4樓合共10個物業

## 影視媒體形象
電影
- 1992年《賭城大亨之新哥傳奇》，關海山飾演傅老揸（揸叔），以傅老榕為原型。